# Коефіцієнти Ламе
Коефіціє́нти Ламе́ — характеристики пружних властивостей ізотропних твердих тіл, модулі пружності. Вперше були запропоновані французьким вченим математиком і механіком Ґабрієлем Ламе.
Енергія пружної деформації є квадратичною формою тензора деформації. Із тензора другого рангу можна скласти дві різні скалярні комбінації другого ступеня. Такими скалярами є {\displaystyle \sum _{i}\varepsilon _{ii}^{2}} та {\displaystyle \sum _{i,k}\varepsilon _{ik}^{2}}.
Вклад пружних деформацій у вільну енергію, таким чином, є лінійною комбінацією цих двох скалярів із коефіцієнтами, які називаються коефіцієнтами Ламе.
{\displaystyle F={\frac {\lambda }{2}}\sum _{i}\varepsilon _{ii}^{2}+\mu \sum _{i,k}\varepsilon _{ik}^{2}}.

## Зв'язок із іншими пружними модулями
Коефіцієнт Ламе μ збігається із модулем зсуву.
Модуль всебічного стиску К виражається через коефіцієнти Ламе так
{\displaystyle K=\lambda +{\frac {2}{3}}\mu }